# Colonna della Trinità (Klagenfurt am Wörthersee)
La colonna della Trinità (in tedesco Dreifaltigkeitssäule), anche nota come colonna della Peste (in tedesco Pestsäule), è uno dei monumenti più celebri di Klagenfurt am Wörthersee e si trova in Alter Platz.

## Storia

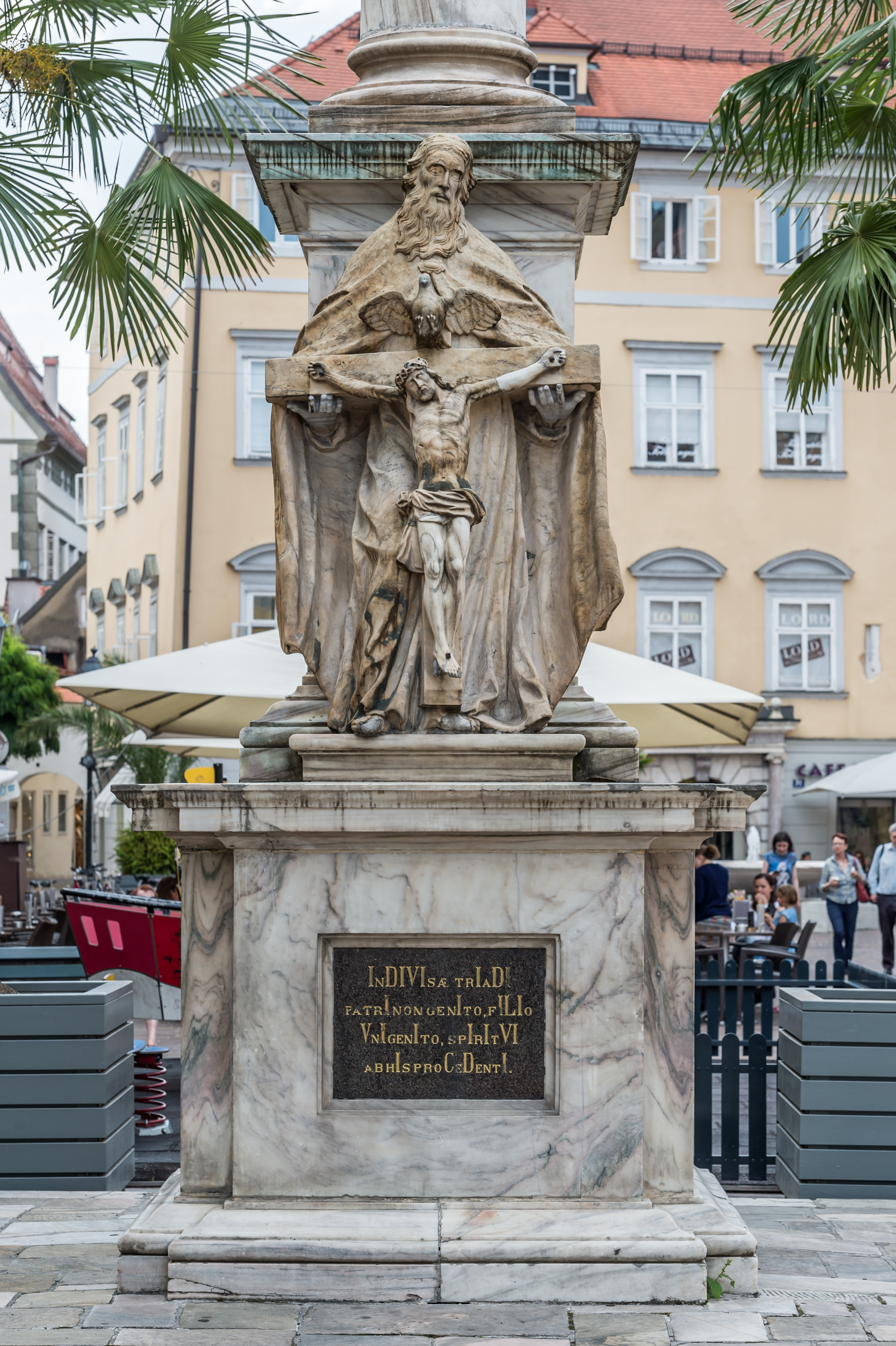
Particolare della base del monumento

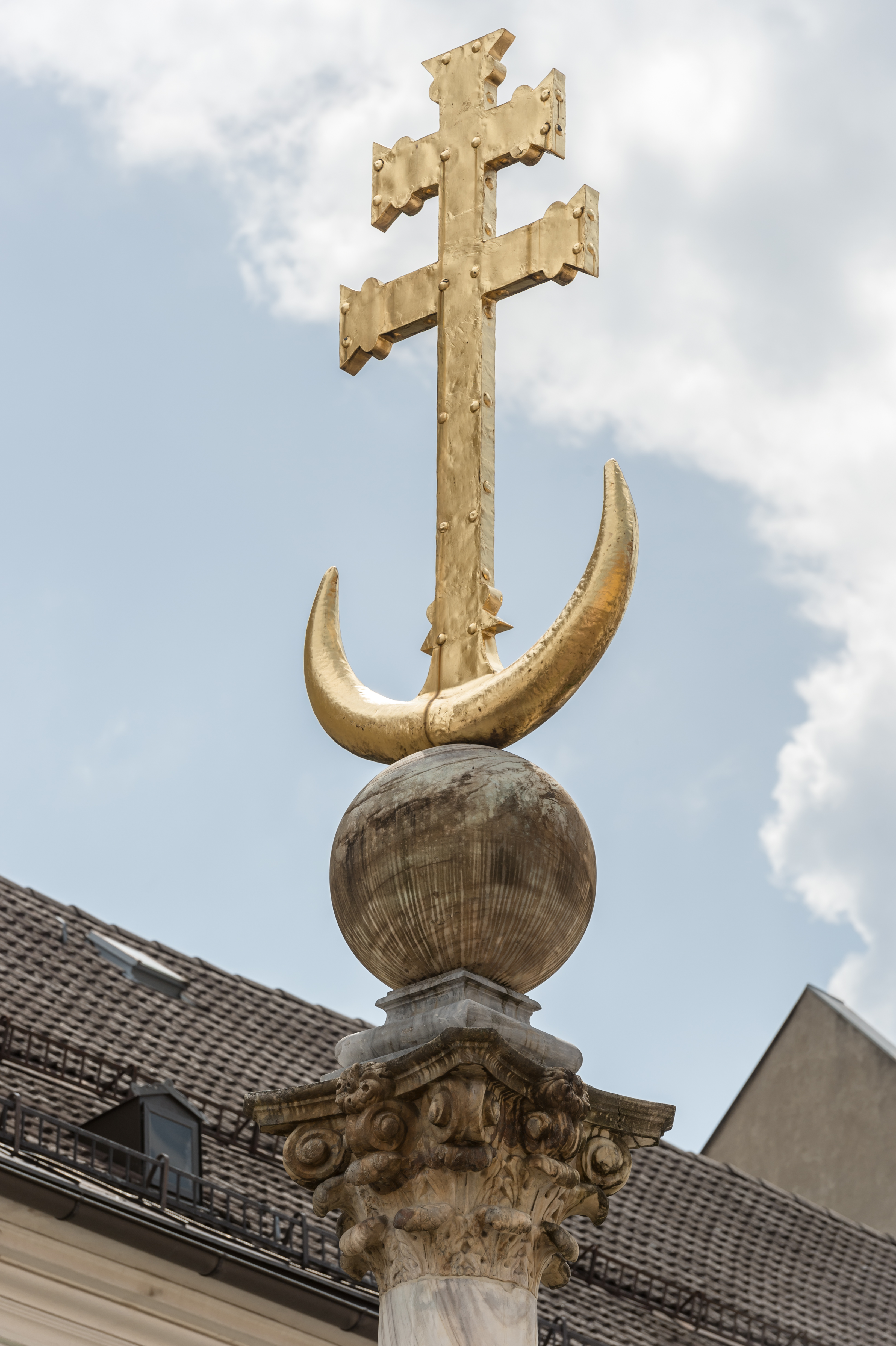
Raffigurazione della Croce che trionfa sulla mezzaluna e sul globo posta in alto sulla colonna

La Colonna della Trinità originariamente in legno fu eretta subito dopo l'epidemia di peste che colpì il territorio tra il 1680 e il 1681 e venne posta sulla piazza antistante la chiesa dello Spirito Santo dove si trovavano sia l'ospedale sia il cimitero storico di Klagenfurt. Il monumento venne eretto per ringraziamento dai feudatari della zona e dalla popolazione locale per essere stati risparmiati dalla peste. Dopo l'assedio a Vienna e la vittoria sulle truppe ottomane con la guerra austro-turca del 1683 si decise di sostituire la precedente colonna votiva con una che celebrasse anche la vittoria e nel 1689 la nuova colonna fu innalzata in pietra e marmo. Per simboleggiare la vittoria delle forze cristiane contro quelle ottomane si pose in cima alla colonna la croce cristiana sopra la falce di luna sdraiata.
Nel 1897 sulla piazza dello Spirito Santo si decise di costruire un nuovo mercato coperto per il pesce e la colonna fu spostata a ovest in modo che si trovasse al centro di un piccolo parco. La posizione definitiva fu quella scelta nel 1965 quando la colonna della Trinità, nell'ambito della riprogettazione del centro cittadino, fu trasferita in Alter Platz.

## Descrizione
La colonna della Trinità in Alter Platz a Klagenfurt culmina con la croce che trionfa sulla mezzaluna e sul globo. La colonna è in stile corinzio e poggia su un primo blocco prismatico in marmo decorato con la raffigurazione del Cristo in Croce, sotto il quale una base riporta la targa in marmo con un'iscrizione.

### Bene architettonico tutelato
La colonna della Trinità a Klagenfurt am Wörthersee è un bene sottoposto a tutela artistica dall'Austria col numero 119318.